# 本郷インターチェンジ (愛知県)
本郷インターチェンジ（ほんごうインターチェンジ）は、愛知県名古屋市名東区にある名古屋第二環状自動車道のインターチェンジである。

## 概要
上社JCT方面への入口と同方面からの出口のみを持つハーフインターチェンジである。このことから、当ICは長久手方面からのみ出入り出来る。名古屋市街（栄・星ヶ丘）方面から名古屋第二環状自動車道を利用する場合、隣りの上社ICまたは上社南ICを利用する。
本郷ICはダブルトランペット型の東名高速道路名古屋ICに割り込む形で敷設されており、構造上、名古屋ICの長久手方面側出入口は本郷IC出入口と共有している。
名二環の名古屋ICは東名高速との乗継専用であり、一般道路とは接続しない。このため、上社JCTからの交通は名古屋ICで一般道に流出することは不可能であり、流出にあたっては本郷ICを利用する。上述通り、本郷ICの出入口は東名高速名古屋IC長久手方面出入口と共有するため、本郷ICにおける流出入は東名高速名古屋ICにおける流出入と同様の意味を持っている。

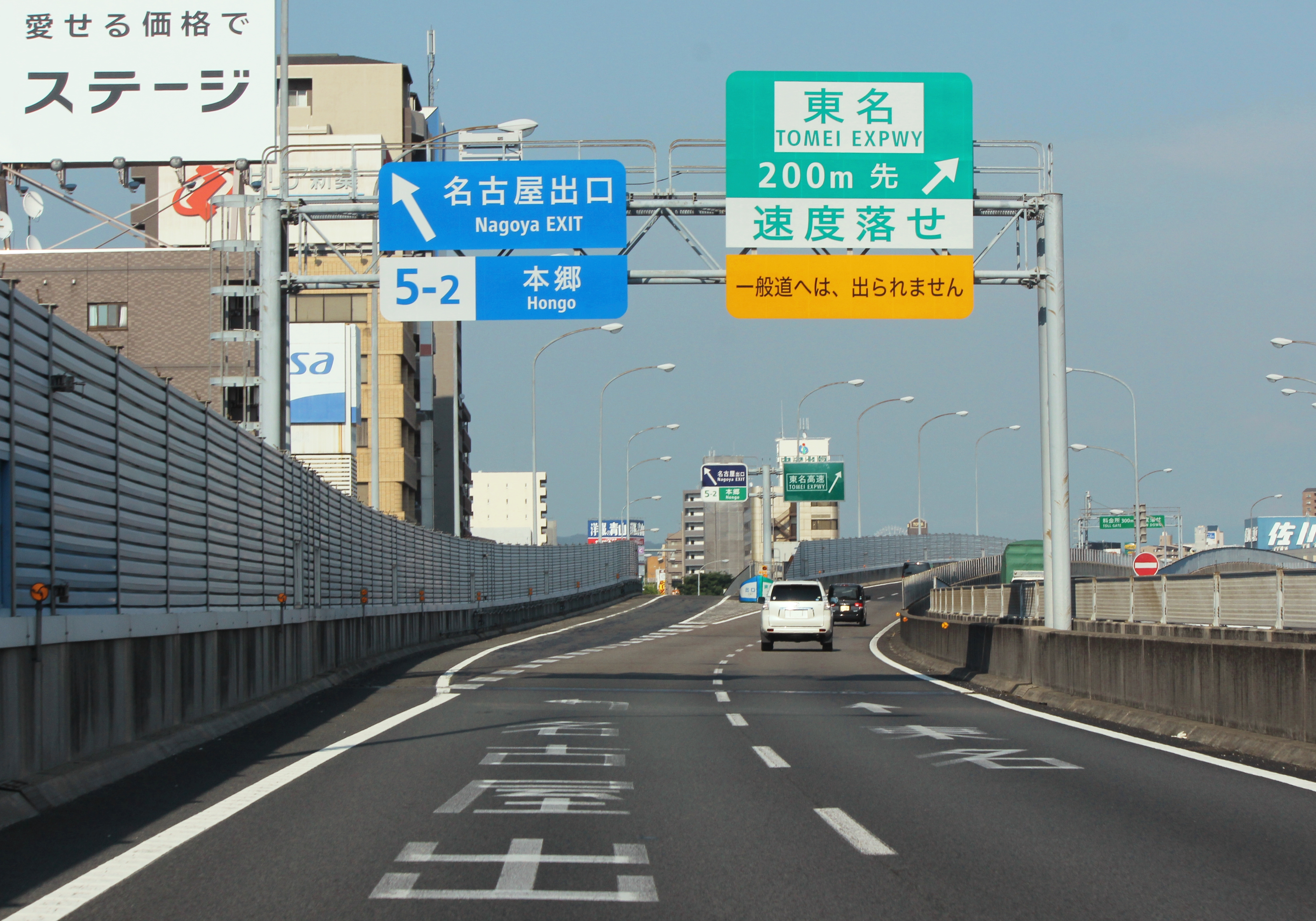
出口への分岐部。直進すると名古屋ICで一般道への流出は不可。
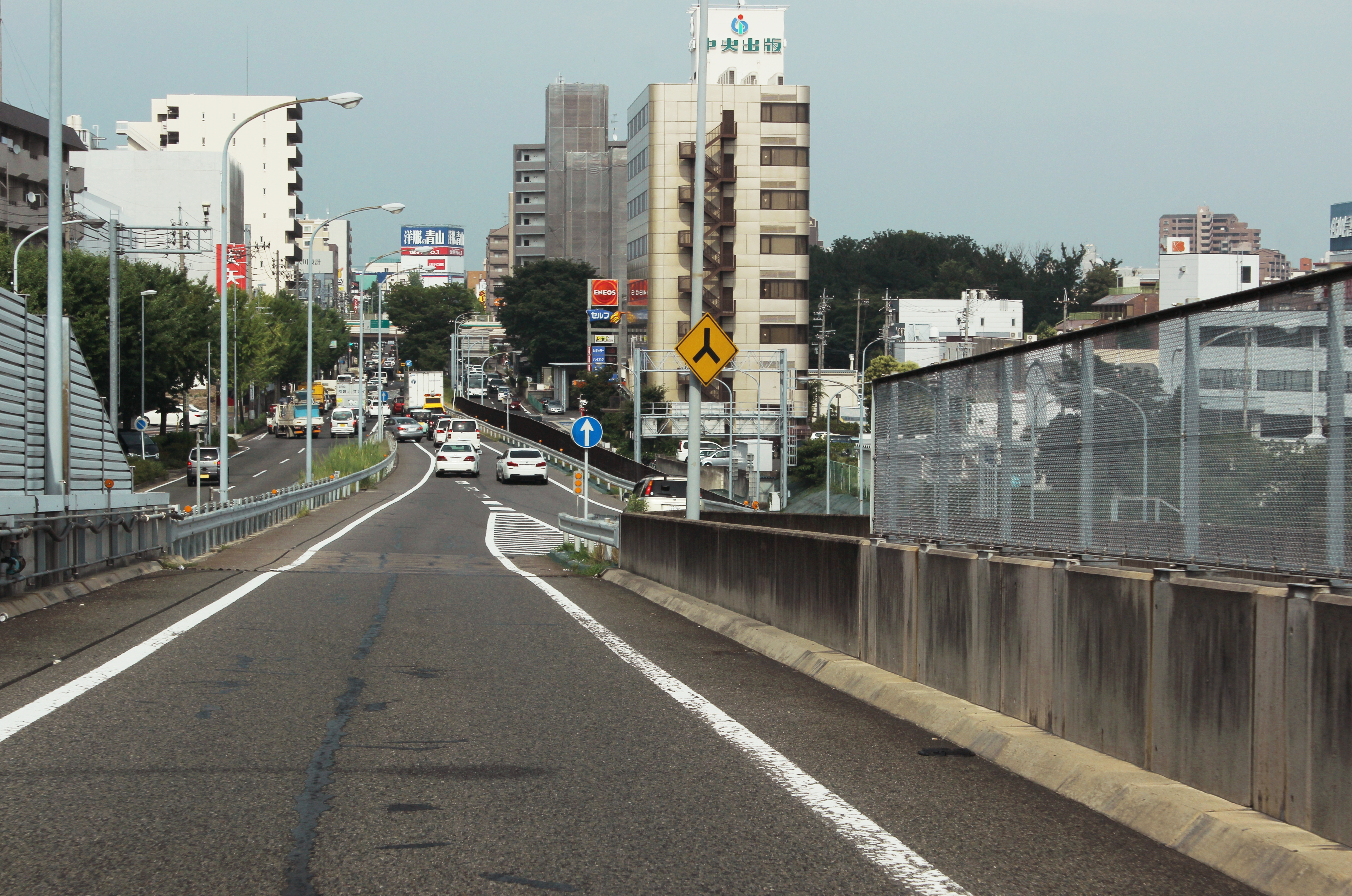
オフランプ。東名高速名古屋ICの流出路（右の道路）と合流してから一般道（左の道路）へ流出する。

## 歴史
1993年12月開設当初のIC番号は1番とされたが、現在は5-2番となっている。

### 年表
- 1993年（平成5年）12月3日 : 東名阪自動車道勝川IC - 名古屋IC間開通と同時に当ICを開設[7]
- 2011年（平成23年）3月20日 : 所属路線名称を名古屋第二環状自動車道（名二環）に変更[8]

## 周辺
本ICは名古屋市名東区と長久手市の境界近くに存在する。
- 名東区役所
- 猪高緑地
- 佐川急便 中京支店名東営業所
- 名古屋市営地下鉄東山線本郷駅

## 接続する道路
- 直接接続
  - 愛知県道60号名古屋長久手線（グリーンロード・東山通[注釈 1]）
- 間接接続
  - 愛知県道6号力石名古屋線（グリーンロード[注釈 5]）

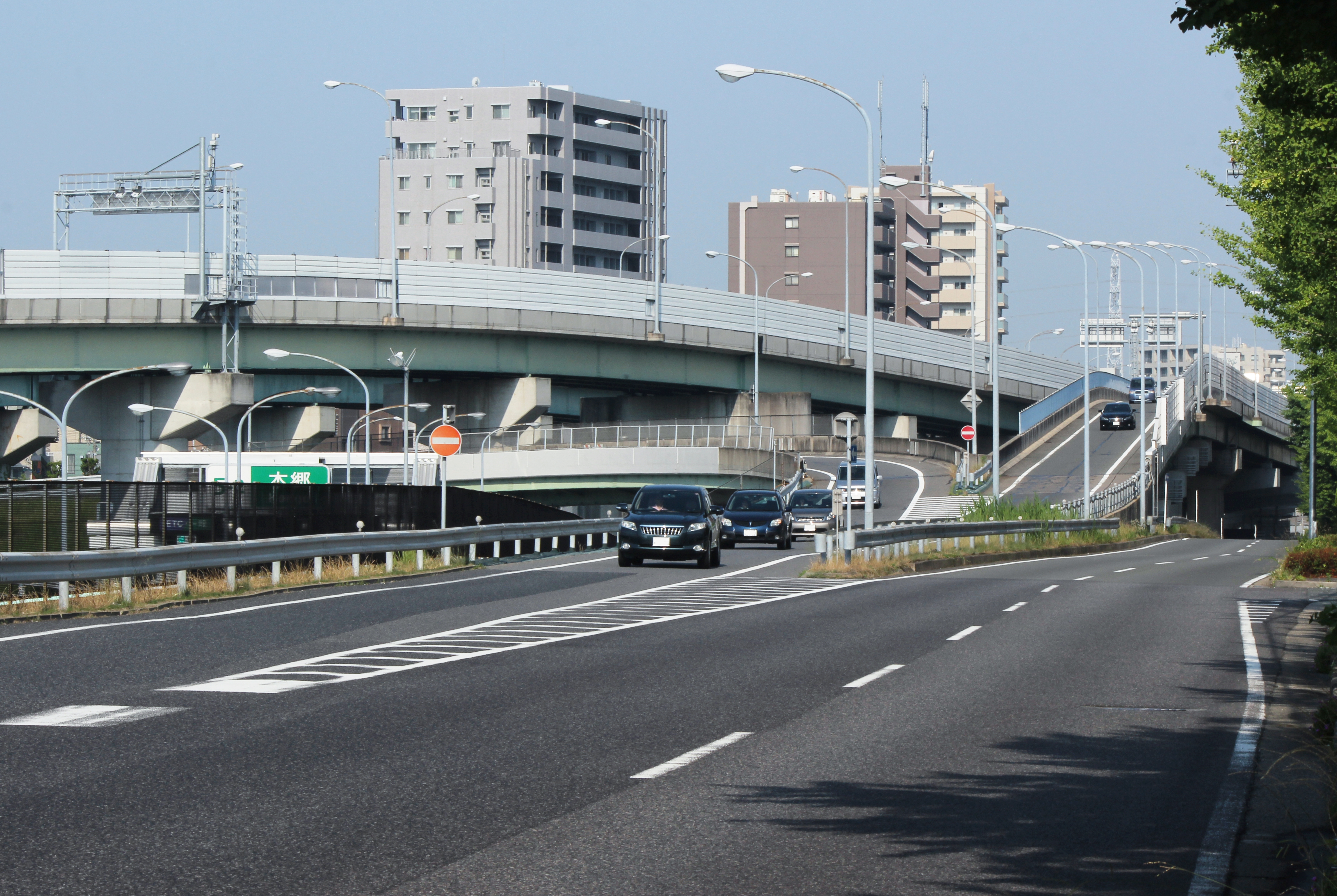
出口付近（左からのループ道路は東名高速名古屋ICのオフランプ）。長久手方面へのグリーンロードと接続。

## 料金所

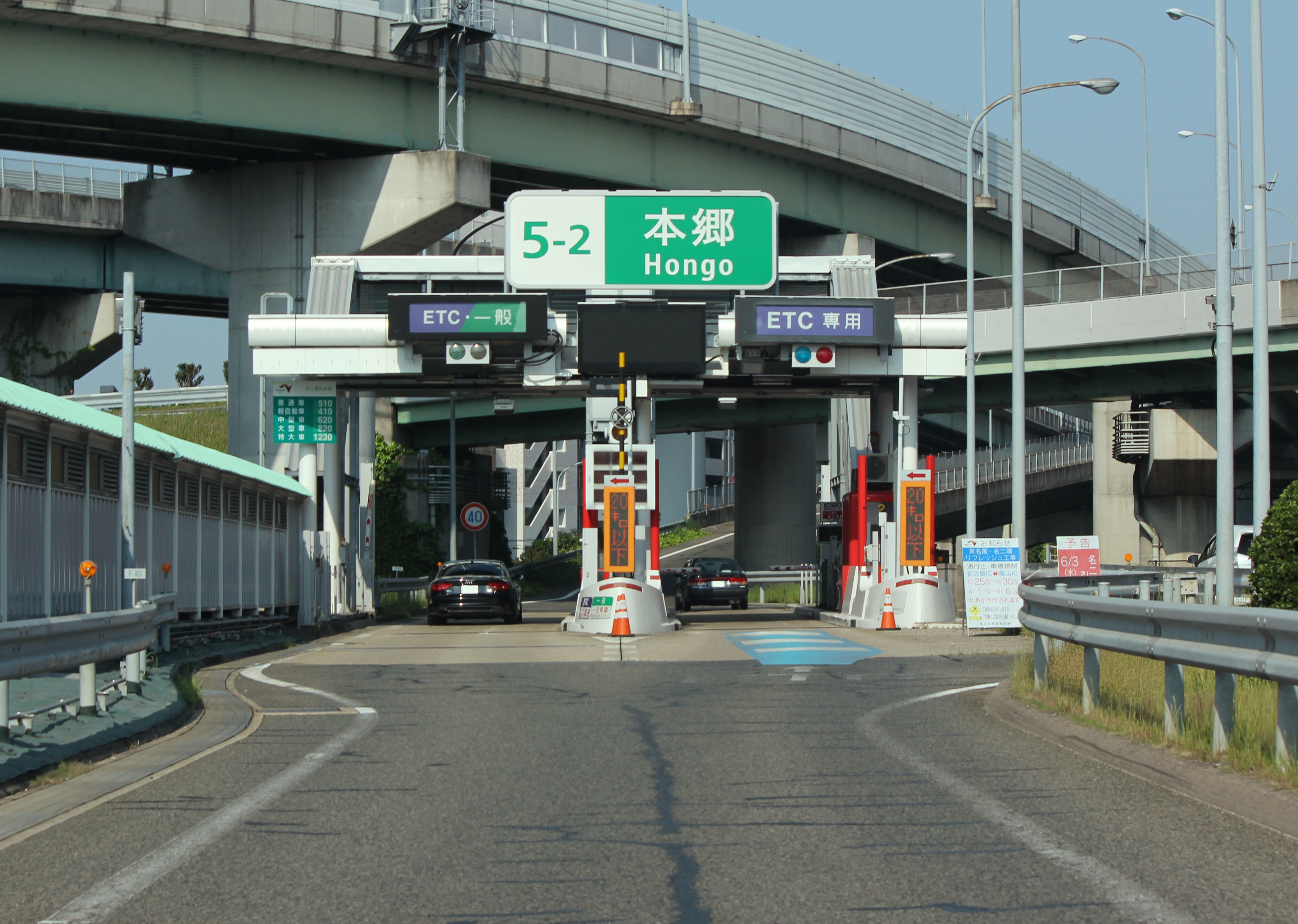
2レーン2ゲートのトールゲート

レーン運用は、時間帯やメンテナンスなどの事情により変更される場合がある。

### 入口
- レーン数 : 2[9]
  - ETC/一般 : 1
  - 一般 : 1

## 隣
C2 名古屋第二環状自動車道
(21)名古屋IC - (5-2)本郷IC - (5-1)上社JCT